# El Canto Del Loco
El Canto Del Loco (abreviado ECDL) é um grupo espanhol de música pop rock, formada em Madrid no ano 1994. Destacam-se de outros grupos pelas canções rítmicas e chamativas, letras de temática jovem, além de músicas românticas.
Foi criada por Dani Martín e Ivan Ganchegui (que abandonaria o grupo em 2002), e anos depois se estabeleceria com cinco membros. Influenciados principalmente por outros grupos espanhóis da década de 1980 e com cinco álbuns de estúdio, El Canto Del Loco conseguiu vender mais de um milhão de discos no mercado fonográfico, convertendo-se em um das bandas mais importantes do panorama musical espanhol.
ECDL recebeu três indicações aos prêmios MTV Europe Music na categoria “melhor artista espanhol”, da qual sagrou-se vencedor em duas ocasiões. Também foram agraciados com dois Premios Ondas nas categorias de “melhor artista ao vivo” (2004) e “melhor grupo espanhol” (2005).

## História

### Origem
As origens do grupo se encontram na Escola de Arte Dramática Cristina Rota, onde Dani Martín estudava desde 1994, quando tinha 18 anos. Ali conheceu um garoto chamado Ivan Ganchegui, que tocava guitarra, depois de descobrir que ambos compartilhavam os mesmos gostos musicais, acabaram por montar um grupo. Os dois eram admiradores da banda Radio Futura e, sobretudo sua canção El canto del gallo, o que os levou a batizar o grupo como El Canto Del Loco. Durante este período inicial, o grupo incluía, além dos fundadores, uma baterista, um baixista e um outro guitarrista. Entretanto, este último abandonou o grupo por falta de tempo, e um dia antes do primeiro show, David Otero, primo do Dani, se uniu ao grupo como substituto.
Pouco depois, a baterista e o baixista também decidiram abandonar o grupo. Para substituir a baterista apareceu Jandro Velásquez, um eletricista filho de uns amigos dos pais de Dani, que o conheceu em um concurso de flamenco. Chema Ruiz, um cântabro que estudava fisioterapia na universidade de David e que era um amigo seu, ocupou o posto de baixista. A partir de então, os cinco componentes começaram a reunir-se em um galpão industrial de Algete (Madrid) para ensaiar e seus amigos os serviam de críticos.

### Início e primeiros álbuns
Um ano depois gravaram uma maqueta e começaram a enviar-la a diferentes gravadoras, entretanto, foi o encontro de Dani com o produtor Pedro Del Moral que surgiu a primeira oportunidade. Este escutou a maqueta e a levou a gravadora Ariola (atualmente Sony BMG), onde Paco Martín, descobridor de outros grupos como Radio Futura e Hombres G, a escutou. Então o grupo recebeu um telefonema de Paco que propôs a eles um teste, no qual teriam que se apresentar junto a outros dois grupos, ao fim a produtora musical fecharia contrato com uma das bandas. Finalmente, e apesar de que o show não foi muito bom, El Canto Del Loco foi escolhido.
No dia 16 de junho de 2000 sai às vendas o primeiro álbum de estúdio do grupo, produzido pelo ex-vocalista do grupo Tequila, Alejo Stivel. Antes de que o referido álbum fosse gravado, foi proposta a eles que mudassem o nome do grupo por outros, como “Superratones”, “Los Móviles” ou “La Dulce Sonrisa De Lulú”, entretanto, eles se negaram e por isso batizaram o primeiro álbum com o nome do grupo, El Canto Del Loco.

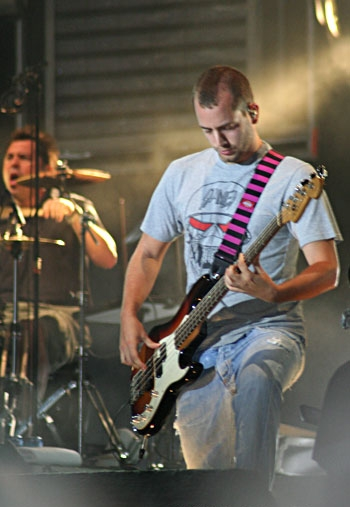
Jandro Velázquez (esquerda) e Chema (direita) durante um show.

Com a chegada do produtor Nigel Walker, houve uma mudança de rumo dentro do grupo e foi produzido o segundo disco, intitulado A Contracorriente e publicado em 1º de março de 2002, sendo um trabalho de estilo mais maduro. Neste mesmo ano, El Canto Del Loco recebeu uma indicação aos MTV Europe Music Awards na categoria “melhor artista espanhol”, não obstante, o grupo Amaral foi finalmente o premiado. De 2004 a 2006 a música "Puede Ser" (feat. Amaia Montero) fez parte da trilha sonora de Rebelde (telenovela) transmitida em 21 países, onde fizeram um participação na 2ª temporada.

### Estados de Ánimo (2003-2004)
Depois do abandono voluntário de Ivan Ganchegui, o resto do grupo decidiu sair de férias, entretanto, poucos dias depois, David e Dani já tinham várias canções compostas que haviam feito individualmente e decidiram gravá-las mesmo com a redução de integrantes do grupo – que contava com quatro membros naquele momento. Após um período de espera devido aos outros projetos de Nigel Walker, que estava ocupado com o novo álbum de La Oreja de Van Gogh, o grupo gravou o novo álbum ao qual nomearam Estados de Ánimo e que chegou as lojas no dia 26 de maio de 2003, destacando-se as canções "La Madre De Jose", "Ya Nada Volverá A Ser Como Antes" e "Una Foto En Blanco Y Negro".
Em agosto do mesmo ano, a canção "Pasión", do álbum El Canto Del Loco, foi incluída na trilha sonora do filme La Fiesta, dos diretores Carlos Villaverde e Manu Sanabria, conhecida por ser um dos filmes espanhóis de menor custo (somente 6.000 euros). Em outubro, o grupo participou da gravação do álbum Tony Aguilar y Amigos, elaborado pelo locutor Tony Aguilar da emissora de rádio Los 40 Principales. Junto com muitos outros cantores, El Canto Del Loco colaborou na canção "Latido Urbano", o single de apresentação do álbum e que foi posto a venda em novembro, destinando seus benefícios a Asociación Española contra el Câncer, mais concretamente, aos hospitais infantis de oncologia. Também gravaram uma das canções do álbum somente com Aguilar, titulada "Casi Un Universo".
No final do ano, o grupo voltou a ser indicado a “melhor artista espanhol” no MTV Europe Music Awards e desta vez ganharam o prêmio, impondo-se a outros cantores como Alejandro Sanz ou La Oreja De Van Gogh. Em janeiro de 2004, se encarregaram de dar voz à nova versão da música de entrada da série de televisão 7 vidas, anteriormente interpretada pelo cantor Raimundo Amador. No verão, participaram de um disco em homenagem a Radio Futura, titulado Arde La Calle no qual interpretam a canção "Escuela De Calor".

### Zapatillas (2005-2007)

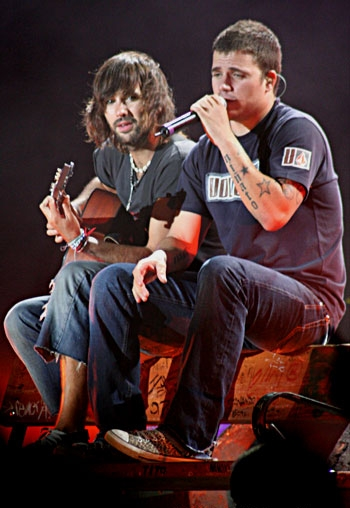
David Otero e Dani durante um show.

Em março de 2005, depois de viajar com uns amigos à ilha de Phi-Phi (Tailândia) e ver as consequências do tsunami ocorrido em 26 de dezembro do ano anterior e que arrasou a costa de muitos países rodeados pelos Oceano Índico, David Otero decidiu levar a frente junto com outros artistas um projeto ao qual chamaram Kuarkx e cujo objetivo era arrecadar fundos para os afetados pelo desastre. David, com a ajuda de seu primo Dani, compôs o tema Despiértame e o disponibilizou na Internet para que pudesse ser baixado pelo preço de 1,15 euros. Mais tarde, durante a gravação do novo disco, El Canto Del Loco decidiu incluir a canção no álbum, destinando sempre a parte proporcional dos benefícios gerados pelo álbum à mesma causa. Em 21 de junho de 2005 foi divulgado o referido álbum, como o nome de Zapatillas que trazia as canções "Vuelve", "Besos", "Zapatillas", "Tal Como Eres", entre outras.
Em setembro, o grupo lançou seu primeiro álbum fora da Espanha. Dirigido ao público dos Estados Unidos e América Latina e com o título 12 Estados De Ánimos, foi composto por uma coletânea das melhores  canções de seus três discos publicados na Espanha. Neste mesmo mês, os usuários do site mtv.es elegeram pela terceira vez o grupo como candidato aos MTV Europe Music Awards na categoria “melhor artista espanhol”, o grupo acabou ganhando seu segundo prêmio na festa celebrada no mês de novembro em Lisboa.
Em julho de 2006, enquanto faziam uma turnê conjunto com Hombres G, publicaram uma coletânea de suas apresentações ao vivo, nos espaços de show Caracol (Madrid), Bikini (Barcelona) e Oasis (Zaragoza), a qual titularam Pequeños Grandes Directos sendo distribuídos às lojas somente 50.000 cópias.  Depois de finalizarem uma turnê do álbum Zapatillas e ante a participação de Dani Martín no filme do diretor Bigas Lunas, Yo Soy La Juani, alguns meios de comunicação começaram a espalhar rumores sobre uma possível separação, entretanto, o grupo negou tudo e se limitou a dizer que depois de umas longas férias voltariam com um novo trabalho.
A banda também participou da gravação do disco da Marató da TV3 – um projeto social em formato de programa televisivo promovido anualmente pela rede Televisió de Catalunya e transmitido pela TV3 – o qual saiu à venda em 10 de dezembro de 2006. Este era um disco solidário enquadrado no tema da Marató daquele ano (a dor crônica), cujo calor era de 9 euros e podia ser comprado com os jornais Avui, El Punt, La Vanguardia e El Periódico de Catalunya. A canção escolhida pelo grupo foi "Puede Ser", pertencente a seu segundo álbum de estúdio A Contracorriente, mas com uma diferença: a canção seria traduzida e cantada na língua catalã, com o título "Pot Ser". Posteriormente esta canção seria incluída em um disco de coletâneas do grupo chamado Arriba El Telón.
Em 2007, Dani e David, junto com o representante do El Canto Del Loco, Carlos Vázquez, criaram uma gravadora, El Manicômio Records, que contou com o apoio da multinacional Sony BMG, e se encarregou do álbum de estreia do grupo Sin Rumbo.

### Personas (2008-2009)
A gravação do novo álbum começou em outubro de 2007 e não finalizou até fevereiro de 2008. Em 1º de abril chegou às lojas o novo trabalho do El Canto Del Loco, Personas. A canção escolhida para divulgação do álbum foi "Eres Tonto", destacaram-se também as músicas "Corazón", "Personas", "Peter Pan" e "Un Millón De Cicatrices". Com esse disco o grupo anunciou uma turnê que duraria até o final de 2009, com seus apadrinhados, o grupo Sin Rumbo e o cantor Lucas Masciano que abriam os shows da banda.
Em 12 de junho de 2008, Jandro anunciou sua decisão de abandonar o grupo por motivos pessoais. Apesar disso, o grupo confirmou que a turnê do álbum Personas não seria afetada e continuaria com um novo baterista, Carlos Gamón, que antes já havia tocado junto ao grupo Amaral e a solista Najwa Nimri.
No dia 28 de junho de 2008, o grupo participou do Rock in Rio, celebrado pela primeira vez na Espanha, mais precisamente em Arganda Del Rey, Madrid, recebendo comentários bastante negativos por parte da imprensa, ainda que não pelos fãs.
No final de 2008 publicam De Personas A Personas, uma edição limitada, em formato especial (de tamanho similar a um vinil 30x30cm), de seu álbum Personas. Este material foi considerado mais que uma reedição porque acrescenta às 13 canções originais do álbum Personas seis novas canções e também um DVD com uma grande quantidade de conteúdo inédito. O grupo iniciou em 23 de maio de 2009 na Plaza de Toros em Murcia a turnê Hasta Luego, que finalizou em Barcelona em 19 de dezembro.

### Radio Colifata presenta: El Canto Del Loco (2009)
Em 24 de novembro de 2009 El Canto Del Loco publica o álbum Radio Colifata presenta: El Canto Del Loco contendo 19 grandes sucessos da banda gravados em Buenos Aires (Argentina) e uma canção inédita chamada "Quiero Aprender De Ti", juntamente com um DVD com novos videoclipes, documentários e outros conteúdos. O disco é produzido pelo conhecido produtor musical argentino Afo Verde. O plano musical deste disco é marcado pela parceria da banda com a emissora de rádio argentina Radio La Colifata – um projeto terapêutico do Hospital Neuropsiquiátrico de Buenos Aires que ajuda o reingresso de deficientes mentais na sociedade. As dependências do hospital também serviram como locações para a filmagem dos videoclipes.
O interesse e sensibilidade do grupo em torno do projeto Radio Colifata foi tamanha que eles decidiram disponibilizar 10.000 cópias deste disco para serem vendidas no website da rádio, o que ajudaria na manutenção do projeto.
As canções deste novo trabalho ganharam novos arranjos e contaram com convidados de peso na interpretação de algumas das músicas, como Alejandro Sanz, Leiva (vocalista da banda espanhola Pereza), Natalia Lafourcade (cantora mexicana) e Vicentico (ex-Los Fabulosos Cadillacs). Este álbum se tornou o carro-chefe da estratégia da banda de fortalecer seu vínculo com os fãs e o público latino-americano. A divulgação do trabalho foi seguida por uma série de shows pelo México, Argentina, Chile e outros países da América Latina.
O disco ganhou uma versão para o Brasil, chamada El Canto Del Loco (2010), produzida especialmente com a finalidade de se aproximar do público brasileiro. O grupo El Canto Del Loco convidou cantores brasileiros para participarem desta versão do trabalho. Os integrantes do grupo viajaram para Brasil para gravar as canções “Canciones”, com Dinho Ouro Preto (Capital Inicial); “Contigo”, com Mallu Magalhães e “Corazón”, com Rogério Flausino (Jota Quest). Em 2010, aproveitando o lançamento do disco no Brasil, a banda participa do Festival Telefônica Sonidos, promovido pela Telefônica, em São Paulo, no mês de setembro daquele ano.

### Por Mi y Por Todos Mis Compañeros (2009)
Paralelamente ao trabalho “Radio Colifata presenta: El Canto Del Loco”, o grupo publica o disco Por Mi y Por Todos Mis Compañeros, um projeto criativo que contém 11 canções emblemáticas de vários gêneros da música espanhola que a banda decidiu produzir e gravar.
Segundo os próprios integrantes, são canções de artistas que influenciaram e marcaram a carreira musical deles. Incluem temas de Smash, Piratas, Quique González e Enrique Urquijo, Los Ronaldos, Joaquin Manuel Serrat, Brighton 64, Los Brincos, Carlos Cano, Loquillo y Los Trogloditas, Cecilia, além de María Jiménez. Também inclui um DVD intitulado Y Por Mi El Primero, que contém uma gravação dos ensaios e backstage do El Canto Del Loco antes dos shows.

## Membros
A banda é formada por:
- Dani Martín - vocalista
- David Otero - guitarra
- Chema Ruiz - baixo

### Ex-membros
- Iván Ganchegui: guitarra (2000-2002)
- Jandro Velázquez: bateria (2000-2008)

## Influências
O El Canto Del Loco revelam que as principais influências para a formação da identidade musical do grupo está fortemente relacionada ao rock espanhol do anos 80, como da banda Radio Futura, da qual são declaradamente admiradores, além de Los Ronaldos, Los Rodríguez e Hombres G. Também pode-se citar a influência, em menor intensidade, dos grupos Alejo Stivel, Nacha Pop, Nachote, Popeye e Duncan Dhu.
Os membros do grupo ainda reconhecem que algumas canções do álbum Estados De Ánimo, além da influência das bandas citadas, têm ecos de bandas mais atuais, como Estopa, La Cabra Mecánica, M Clan e dos norte-americanos Green Day.

## Discografia
- El Canto del Loco - BMG Spain - 2000
- A Contracorriente - BMG Spain - 2002
- En Directo Sala Caracol - BMG Spain - 2003
- Estados de Ánimo - BMG Spain - 2003
- En Directo Sala Bikini - BMG Spain - 2004
- Zapatillas - BMG Spain - 2005
- En Directo Sala Oasis - BMG Spain - 2006
- Pequeños Grandes Directos - Sony Music - 2006
- Arriba El Telón - Sony Music - 2007
- Personas - Sony BMG - 2008
- De Personas a Personas - Sony Music - 2008
- Radio La Colifata Presenta: El Canto del Loco - Sony Music- 2009
- Por Mí y Por Todos Mis Compañeros - Sony Music - 2009

## Prêmios e indicações
| Ano  | Resultado | Categoria                               | Prêmio                     |
| ---- | --------- | --------------------------------------- | -------------------------- |
| 2002 | Indicado  | Grupo revelação                         | Premios Amigo              |
| 2002 | Indicado  | Melhor grupo nacional                   | Premios Amigo              |
| 2002 | Indicado  | Melhor artista ou grupo espanhol        | MTV Europe Music Awards    |
| 2003 | Premiado  | Melhor artista ou grupo espanhol        | MTV Europe Music Awards    |
| 2004 | Premiado  | Melhor artista ao vivo                  | Premios Ondas              |
| 2005 | Premiado  | Melhor artista ou grupo espanhol        | MTV Europe Music Awards    |
| 2005 | Premiado  | Melhor grupo espanhol                   | Premios Ondas              |
| 2006 | Premiado  | Melhor turnê (junto com Hombres G)      | Premios de la Música       |
| 2006 | Premiado  | Melhor grupo                            | Premios de la Música       |
| 2008 | Premiado  | Melhor grupo espanhol                   | Premios Ondas              |
| 2008 | Premiado  | Melhor grupo ou dúo                     | Premios Los 40 Principales |
| 2008 | Premiado  | Melhor álbum: Personas                  | Premios Los 40 Principales |
| 2008 | Premiado  | Melhor canção: "Eres tonto"             | Premios Los 40 Principales |
| 2008 | Premiado  | Melhor videoclipe musical: "Eres tonto" | Premios Los 40 Principales |
| 2008 | Premiado  | Melhor turnê ou show                    | Premios Los 40 Principales |